# Anomala phaeogastra
Anomala phaeogastra är en skalbaggsart som beskrevs av Ohaus 1925. Anomala phaeogastra ingår i släktet Anomala och familjen Rutelidae. Inga underarter finns listade i Catalogue of Life.